# Marc Simenon
Marc Simenon (* 19. April 1939 in Brüssel; † 24. Oktober 1999 in Paris) war ein französischer (ursprünglich belgischer) Drehbuchautor und Regisseur.
Simenon, Sohn des Schriftstellers Georges Simenon, arbeitete für Kino und Fernsehen gleichermaßen. Zuvor hatte er etliche Jahre als Regieassistent gewirkt.
Er war seit 16. September 1968 mit der Schauspielerin Mylène Demongeot verheiratet. Simenon hatte zwei Kinder aus einer früheren Beziehung. Simenon starb am 24. Oktober 1999 bei einem Treppensturz in Paris.

## Filme (Auswahl)
- 1970: Pilzgift (L‘assassin frappe à l‘aube)
- 1971: L'explosion
- 1974: Der Rücksichtslose (Par le sang des autres)
- 1981: Signé Furax
- 1992: Ferien im Fegefeuer (Vacances en purgatoire) (TV)
- 1996: Chercheurs d'or (Mini-Serie nach Jack London)